# Nasturtium hastatum
Nasturtium hastatum är en korsblommig växtart som beskrevs av Rodolfo Amando Philippi. Nasturtium hastatum ingår i släktet källfränen, och familjen korsblommiga växter. Inga underarter finns listade i Catalogue of Life.